# Оберхаузер, Йозеф
Йозеф Каспар Оберхаузер (нем. Josef Kaspar Oberhauser; 20 сентября 1915, Мюнхен, Германская империя — 22 ноября 1979, Мюнхен, ФРГ) — оберштурмфюрер СС, служащий лагеря смерти Белжец, участвовавший в Операции Рейнхард и реализации нацистской программы эвтаназии Т-4.

## Биография
Йозеф Оберхаузер родился 20 сентября 1915 года в семье архитектора Мельхиора Оберхаузера и его супруги Доротеи. Восемь лет посещал народную школу в Мюнхене, после чего работал на ферме у дяди в Маркт-Швабене. В апреле 1934 года в возрасте 19 лет записался добровольцем в рейхсвер и был зачислен в 19-й баварский пехотный полк в Мюнхене, в котором служил до октября 1935 года. В ноябре 1935 года вступил в отряды СС «Мёртвая голова» (личный номер 288121). С апреля 1937 года Оберхаузер служил во 2-м охранном батальоне СС «Бранденбург» в концлагере Ораниенбург под Берлином. 1 мая 1937 года вступил в НСДАП (билет № 5865282).
В сентябре 1939 года принял участие в Польской кампании в составе танковой дивизии СС «Лейбштандарт СС Адольф Гитлер». В ноябре 1939 года был отозван в Берлин, где на встрече в особняке Колумбусхаусе был ознакомлен с программой Т-4. В рамках этой программы проводилось уничтожение душевно больных и умственно отсталых людей. Оберхаузер был направлен в центр умерщвления Графенек. В его обязанности входило сжигание тел убитых пациентов после их умерщвления газом в печи крематория. Через три месяца работы в Гарфенеке был переведён в центр эвтаназии в Бранденбурге и после шести месяцев — в центр смерти Бернбург, где до окончания программы эвтаназии в августе 1941 года занимался сжиганием тел в крематории.
В ноябре 1941 года Оберхаузер был командирован в штаб руководителя СС и полиции Одило Глобочника в Люблине. Он принял участие в операции Рейнхард по систематическому уничтожению евреев и цыган в польском генерал-губернаторстве. Оберхаузер занимался строительством и организацией первого лагеря смерти Белжец, в частности доставкой материала для строительства лагеря и обеспечение охраной, в основному состоящей из украинских коллаборационистов, строящиеся лагеря смерти. В лагере Оберхаузер был адъютантом коменданта Кристиана Вирта, а также занимал должность связного со штабом руководителя СС и полиции в Люблине. В период с середины марта и до 1 августа 1942 года Оберхаузер принимал у ворот лагеря транспортные эшелоны, в каждом из которых находилось 150 человек, не менее пять раз. 1 августа 1942 года Вирт переехал на новую должность в Люблин в качестве инспектора всех трёх лагерей уничтожения Белжец, Треблинка и Собибор и добился перевода туда же Оберхаузера, который получил в распоряжение украинских охранников, направленных в Люблин штабом руководителя СС и полиции Глобочника, которые должны были охранять важные объекты. Кроме того, Оберхаузер продолжал сопровождать Вирта в инспекционных поездках по лагерям уничтожения. За участие в операции Рейнхард 20 апреля 1943 года ему было присвоено офицерское звание унтерштурмфюрера СС.
После окончания операции Рейнхард в сентябре 1943 года был переведён в Триест в оперативную зону Адриатического побережья, где стал членом членом ««особого отдела R», занимавшимся борьбой с партизанами и бойцами итальянского движения сопротивления, уничтожением евреев и их депортацией в концлагеря, а также разграблением имущества евреев. Данное подразделение совершало также военные преступления против мирного населения. В августе 1944 года было уничтожено гражданское население в городе Торлано к северо-востоку от города Удине, также было уничтожено население деревни Форни ди Сотто. До конца апреля 1945 года был комендантом концлагеря Ризиера-ди-Сан-Сабба.
30 января 1945 года был произведён в оберштурмюфреры СС. В мае 1945 года в Бад Гаштайне попал в британский плен. После освобождения из плена работал на лесопилке в Бевензене. 13 апреля 1948 года был арестован в советской зоне оккупации. 24 сентября 1948 года земельный суд Магдебурга приговорил Оберхаузера к 15 годам заключения и 10 годам лишения гражданских прав за преступления против человечества. Предметом судебного разбирательства стало участие в программе эвтаназии по уничтожению тяжелобольных, а также членство в СС как преступной организации. В Графенеке Оберхаузер за шесть недель сжёг около 500 тел, он также отвечал за кремацию 800 тел в Бранденбурге и около 700 тел в Бернбурге. 28 апреля 1956 года был освобожден по амнистии. Оберхаузер вернулся в Мюнхен. Изначально работал курьером, потом официантом в баре.
В феврале 1960 года был арестован и доставлен в следственный изолятор. Одного из выживших в Белжец Рудольфа Редера (1881-1977) попросили приехать ив Мюнхен для очной ставки с Оберхаузером. На фотографиях Редер узнал Оберхаузера как члена персонала лагеря Белжец, однако во время беседы, состоявшейся в Мюнхене в августе 1960 года, он заявил, что никогда не встречал этого человека. Оберхаузера пришлось отпустить.
Другие эсэсовцы из Белжеца неоднократно упоминали его имя и выдвигали против него обвинения. Вернер Дюбуа (1913—1971), дал показания о том, что Оберхазуер руководил первым лагерем или зоной прибытия. Роберт Юрс (1911—1996) предоставил убедительные доказательства того, что Оберхазуер работал во втором лагере, где находились газовые камеры. Карл Шлух (1905—1964) также сообщал, что Оберхаузер не только следил за зоной прибытия, но и контролировал отправку евреев в газовые камеры. В декабре 1961 года был повторно арестован и стал главным обвиняемом на Белжецком процессе.
21 января 1965 года земельным судом Мюнхена был приговорён к 4 годам и 6 месяцам заключения в тюрьме строгого режима за пособничество в убийстве 300 000 человек и за пособничество в убийстве 150 человек. 14 декабря 1965 года федеральный верховный суд ФРГ утвердил приговор, и он вступил в законную силу.
После отбытия половины срока в 1966 году был освобождён досрочно и вернулся к работе официанта в баре. В апреле 1976 года был заочно приговорён к пожизненному заключению итальянским судом за военные преступления, совершённые в Италии. Оберхаузер умер 22 ноября 1979 года в Мюнхене.